# フェロー
フェロー（Fellowまたは Research Fellow）とは、大学教員、研究所の研究員など研究職に従事する者を意味するが、用いられる文脈ごとに意味は異なる。企業、大学、研究所、シンクタンクなどで使われる。

## フェローの主な例
フェローの呼称は民間企業の役職名としても用いられることがあり、その職域も多様である。実例としては田中耕一がノーベル化学賞を受賞した際に島津製作所で、ノーベル物理学賞候補だった外村彰が日立製作所で、Rubyの開発者であるまつもとゆきひろがネットワーク応用通信研究所と楽天技術研究所で、それぞれこの役職についている。

### 学位関連
- 博士研究員（ポスト・ドクトラル・フェロー）
- ポスト・マスター・フェロー - 修士取得者を対象とする研究員の職名[1] 。
- MBAフェロー - MBA取得者を対象とする研究員や学校運営協力者の職名。

### 学術称号関連
- 名誉フェロー（オノラリー・フェロー）
- マスター・フェロー - 学術称号

### 行政機関関連
内閣府科学技術政策フェロー
専門的な知識経験に基づき、科学技術イノベーションに関する専門的事項の調査・分析及び施策の推進に係る企画及び立案に従事する。内閣総理大臣及び国務大臣と有識者の議場として、日本全体の科学技術を俯瞰し、各省より一段高い立場から、総合的・基本的な科学技術政策の企画立案及び総合調整を行う「総合科学技術・イノベーション会議 (CSTI)」などに用いられる。

### 行政法人に関連した呼称
- 国立研究開発法人科学技術振興機構 (JST) 研究開発戦略センターフェロー
- 国立研究開発法人新エネルギー・産業技術総合開発機構 (NEDO) フェロー
- 国立研究開発法人国立環境研究所 (NIES) フェロー
- 国立研究開発法人情報通信研究機構 (NICT) フェロー
- 国立研究開発法人産業技術総合研究所 (AIST) 名誉フェロー、フェロー
- 国立研究開発法人物質・材料研究機構 (NIMS) 名誉フェロー、フェロー
- 独立行政法人日本学術振興会 (JSPS) 名誉フェロー

### 学会が授与する称号
ACMフェロー
Category:ACMフェローなどを参照。

### 職位に関連した呼称
グランド・フェロー
大学の相談員など。名古屋大学では、退職した教授が相談員となるグランドフェロー制度がある。
アドバイザリー・フェロー
アドバイザー、顧問的役割を持つ研究員。
ナイト・フェロー
スタンフォード大学に観られる職名。
ビジティング・フェロー
外部からの招聘による客員研究員の呼称として用いられる。類似例にシニア・ビジティング・フェロー、上席客員研究員など。
アソシエイト・フェロー
外部からの招聘による非常勤研究員の呼称として用いられる。お茶の水女子大学などに見られる。類似例として、特任アソシエイト・フェロー、アソシエイト・リサーチフェロー、リサーチ・アソシエイトなど。協力研究員などに近い意味。
リサーチ・フェロー
フェローと同義に用いられるが、研究員全般としての呼称のほか、ハーバード大学のように外部招聘による非常勤研究員の場合もある。
シニア・フェロー
主席研究員、上級研究員などの別称。類似の呼称としてシニア・アソシエイト・フェロー、シニア・ビジティング・フェローなどがある。
ジュニア・フェロー
シニア・フェローに準じた地位。契約教員などの職名に充てられることがある。特別研究員、研究員の呼称ともされる。
エグゼブティブ・フェロー
管理職たる研究員。
チーフ・フェロー
主任研究員の別称など。
アシスタント・フェロー
支援研究員、補助研究員、研究補助員などに該当する。アシスタント・リサーチ・フェロー、リサーチ・アシスタントとも。
インターン・フェロー
研修生または研修員、研修研究員を指す。
プログラム・フェロー
特定のプログラムに参加する研究員を指す。
ステューデント・フェロー
奨学金または留学制度に合格した大学生・大学生に与えられる呼称。
アルバイト・フェロー
非常勤研究員。その他、タリーズ・コーヒーのアルバイトスタッフなど。

### 職種に関連した呼称
アカデミック・フェロー
学術分野の研究員。学術研究員など。
プロフェッショナル・フェロー
専門職の職名。専門研究員など。用例としては主にシステムエンジニア、IT関連業界の役職に見られる。技術フェローなどとも。
ファカルティ・フェロー
プログラムの教育および運営管理に責任を持つ研究員。学部において学生指導にあたる研究員のことを指す場合もある。
ティーチング・フェロー
教育指導にあたる研究員。上級研究員とも。
ポリシー・フェロー
政策フェローのこと。政策シンクタンクや政策科学系大学院の附属・係属研究所で見られるポスト。公共政策フェロー、技術政策フェローなどはよく見られる例である。
エコノミクス・フェロー
経済学・経済政策を専攻する研究者のポスト。
コンサルティング・フェロー
経済系のシンクタンク、コンサルティング業界などの役職のひとつとしても見られる。経済産業研究所、日立製作所などが主な例である。
インキュベーション・フェロー
ベンチャーなどの起業支援を担当する研究員などの呼称。広島大学にて用いられている例がある。
コーポレート・フェロー
主に、人事・労働管理面の責任者の職名として用いられることが多い。その他、高度な専門性を持った人材の処遇を目的とした職名としても用いられることがある。昭和電工株式会社などにも見られる役職。常務取締役・執行役員級の役員が就任する場合、正規社員、非正規社員などにも充てられる場合とがある。類似の呼称にコーポレート・リサーチ・フェローなどがある。
ビジネス・フェロー
ビジネス分野の研究員。
マーケティング・フェロー
マーケティング会社などにある役職。
マネジメント・フェロー
マネージャー・フェローとも。医療分野、リスクマネジメントの分野でみられる役職。
メディカル・フェロー、クリニカル・フェロー
医療研修期間で後期レジデントを終了して認定医を取得した医師。フェローとなって研鑽することをフェローシップとも称する。医師免許取得後から最短でおよそ7 - 8年、日本では31 - 33歳、米国では33 - 34歳でフェロー1年目となるが、経験を経ても講師など正規職員の職位が空くまでフェローとして在籍することもある。オーバー（チーフ）レジデントとも呼ばれ、研修医やレジデント指導の中核を担う。
トラベリング・フェロー
主に医療分野において海外研修に赴く研究員。
テクニカル・フェロー
工業技術関係の研究員など。
エンジニア・フェロー
製造技術関連の技術職の職名。エンジニアリング・フェローなどとも。
セキュリティ・フェロー
情報セキュリティなどを行う法人・企業の職名。
リーガル・フェロー
法律関係の研究職または法科大学院などに置かれる役職。
ジャーナリズム・フェロー
ジャーナリズムを専門とする研究員。研究財団に勤務する記者の職名。類似したものにジャーナリスト・フェローなど。
ソサイエティ・フェロー
社会部門の研究員。各学会で、一般会員と名誉会員の間に位置する上級会員の称号として用いられる。電子情報通信学会は学会内の部門としてソサイエティ、ソサエティ・フェローなどがある。
地域連携フェロー
仙台市などが地域企業支援を委託する大学教員に付与する職名として存在する。
コミュニケーション・フェロー
大学や企業のアライアンス(連携)や交流を担当する職名。グローバルコミュニケーションフェローなどという形で設置任免される例もある。
クリエイティブ・フェロー
企業のクリエイティブ部門の技術職などの職名に充てられることが多い。任天堂の宮本茂が2015年から2017年まで就いていた。「代表取締役専務取締役クリエイティブフェロー」、2017年以降は「代表取締役フェロー」。
ライティング・フェロー
フリーライター、コピーライター、シナリオライターなどライター業のうち、研究財団などに雇用されている者。
デザイン・フェロー
主にデザイナーをフェローシップで登用する際に与える称号ないし役職の呼称。
スポーツ・フェロー
立命館大学にみられる。
プログラム・フェロー
特定の教育プログラムに参画する奨学生など。
プロジェクト・フェロー
特定のプロジェクトに参画する仲間など。
スタッフ・フェロー
スタッフたる研究員、仲間。
スペシャル・フェロー
特定の分野のスペシャリスト。特別研究員など。
島津製作所におけるフェロー
島津製作所における職制では、研究者は昇進すると現場の研究を離れて管理職となる規定であり、田中耕一は現場の研究職として留まる事を望み昇進を辞退した。田中のノーベル賞受賞に伴い、島津製作所では昇進しても現場の研究職に留まれる新たな制度を創設し、これをフェローと称した。

## 組織名称など
スポーツ・フェロー
スポーツのOB団体。懇親団体の名称。立命館大学などにある。

### その他
パートナー・フェロー
連携研究員。